# 刘和平 (政治人物)
刘和平（1954年—），江西新干人，汉族，中华人民共和国政治人物，江西萍乡市委书记，第十一届全国人民代表大会江西地区代表。
毕业于中央党校在职研究生班法学理论专业。担任2008年起担任全国人大代表。